# Близнюк (фільм)
«Близнюк» (фр. Le Jumeau) — французька кінокомедія 1984 року, екранізація роману американського письменника Дональда Вестлейка (англ. Donald Westlake) «Двоє — це занадто» (англ. Two Much). Режисер — Ів Робер. У головних ролях — П'єр Рішар, Камілла Мор і Кері Мор.

## Сюжет
Програвши в карти усе своє майно, Маттіас Дюваль шукає притулку в товариша, що мешкає в курортному містечку на Лазурному березі. Там він знайомиться з привабливою блондинкою-американкою, багатою спадкоємицею, на ім'я Ліз Кернер. Коли виявилося, що Ліз має сестру-близнюка Бетті, Маттіас експромтом видумує, що у нього теж є брат-близнюк. Гравець за натурою, він стає коханцем обох сестер, прикидаючись своїм братом-близнюком із другою з них, Бетті. Труднощі починаються, коли обидві сестри пропонують йому одружитися. А того часу адвокат родини Кернерів Ернест Вольпінекс намагається зруйнувати їхні плани й позбутися авантюриста Дюваля.

## У ролях
- П'єр Рішар — Маттіас Дюваль, «Маттьє Дюваль»
- Кері Мор — Ліз Кернер
- Камілла Мор — Бетті Кернер
- Жан-П'єр Кальфон — Ернест Вольпінекс
- Андреа Фереоль — Еві, секретарка
- Жак Франс — Ральф Мінк, адвокат
- Жан-П'єр Кастальді — Чарлі
- Поль лє Персон — жебрак
- Ів Робер — чоловік у ліфті

## Закадрове озвучення
- Українське двоголосе закадрове озвучення телеканалу «НТН». Ролі озвучували: Анатолій Пашнін та Олена Узлюк[джерело?].
- Українське двоголосе закадрове озвучення студії «1+1». Ролі озвучували: Дмитро Завадський та Юлія Перенчук.
- Російське багатоголосе закадрове озвучення телекомпанії «Інтер». Ролі озвучували: Анатолій Зіновенко, Андрій Альохін, Тетяна Зіновенко та Лідія Муращенко[джерело?].